# André Beautemps
André Beautemps (* 16. April 1948 in Waudrez; † 14. April 1978) war ein belgischer Comiczeichner.

## Werdegang
André Beautemps studierte in Mons. Das Zeichnen brachte er sich nach dem Besuch einiger Kurse bei Eddy Paape selbst bei. Le Lombard wurde in einem Wettbewerb auf ihn aufmerksam. Er veröffentlichte in Tintin und arbeitete mit Jean Van Hamme und Henri Vernes zusammen. Er starb kurz vor seinem 30. Geburtstag.

## Werke
- Michaël Logan (1972–1978)
- Karga (1976)